# Distrito de Nymburk
El distrito de Nymburk es uno de los doce distritos que forman la región de Bohemia Central, República Checa, con una población estimada a principio del año 2018 de 98 837 habitantes. Se encuentra ubicado en el centro-oeste del país, cerca de Praga, la capital del país. Su capital es la ciudad de Nymburk.

## Localidades (población año 2018)
- Běrunice 830
- Bobnice 868
- Bříství 381
- Budiměřice 661
- Černíky 134
- Chleby 427
- Choťánky 437
- Chotěšice 316
- Chrást 523
- Chroustov 207
- Čilec 239
- Činěves 509
- Dlouhopolsko 222
- Dobšice 235
- Dvory 545
- Dymokury 875
- Hořany 146
- Hořátev 830
- Hradčany 265
- Hradištko 611
- Hrubý Jeseník 563
- Jíkev 331
- Jiřice 235
- Jizbice 367
- Kamenné Zboží 557
- Kněžice 497
- Kněžičky 174
- Kolaje 84
- Košík 370
- Kostelní Lhota 844
- Kostomlátky 298
- Kostomlaty nad Labem 1873
- Kounice 1409
- Kouty 320
- Kovanice 842
- Krchleby 719
- Křečkov 384
- Křinec 1269
- Libice nad Cidlinou 1255
- Loučeň 1325
- Lysá nad Labem 9551
- Mcely 371
- Městec Králové 2900
- Milčice 313
- Milovice 11 508
- Netřebice 212
- Nový Dvůr 73
- Nymburk 15 062
- Odřepsy 319
- Okřínek 185
- Opočnice 461
- Opolany 888
- Oseček 151
- Oskořínek 538
- Ostrá 561
- Pátek 711
- Písková Lhota 452
- Písty 424
- Poděbrady 14 111
- Podmoky 193
- Přerov nad Labem 1 202
- Rožďalovice 1620
- Sadská 3243
- Sány 516
- Seletice 207
- Semice 1305
- Senice 202
- Sloveč 507
- Sokoleč 969
- Stará Lysá 762
- Starý Vestec 164
- Straky 553
- Stratov 582
- Třebestovice 884
- Úmyslovice 319
- Velenice 203
- Velenka 304
- Vestec 314
- Vlkov pod Oškobrhem 69
- Vrbice 171
- Vrbová Lhota 524
- Všechlapy 749
- Vykáň 404
- Záhornice 408
- Zbožíčko 226
- Žitovlice 191
- Zvěřínek 278